# Petar III., ruski car
Ruski car Petar III. Fjodorovič (1728. – 1762.) iz dinastije Holstein-Gottorp-Romanov.
Vladao je samo 186 dana 1762., nakon čega je ubijen u zavjeri, kojoj je na čelu bila njegova supruga Katarina, kasnije carica Katarina II.
Sin Ane, kćerke Petra Velikoga i Karla Fridrika, vojvode od Holstein-Gottorpa. Odgojen je kao Nijemac, živi u Njemačkoj preuzevši vojvodsku titulu nakon smrti svoga oca. 
Žena mu je godine 1745. godine postala vojvotkinja Sofija Augusta od Anhalt-Zerbsta, koja nakon udaje za njega prelazi na pravoslavlje i uzima ime Katarina. Odlučna i inteligentna, sudjelovala je u političkim i diplomatskim igrama mnogo aktivnije od svojeg supruga.
Godine 1742. proglašen nasljednikom carice Elizabete. Nakon njene smrti, u prosincu 1761. godine, postaje car. U to je doba vođen sedmogodišnji rat (1756. – 1763.), u kojem je Rusija ratuje protiv Pruske. Petar, koji se divi pruskom vladaru Fridriku II., prekida rat i svibnja 1762. u Petrogradu potpisuje mir, kojim Rusija vraća Pruskoj ranije osvojene teritorije. Planira u savezništvu s Pruskom krenuti u rat protiv dosadašnjih saveznika Austrije i Francuske. 
U unutrašnjoj politici, daje povlastice plemstvu i potiskuje (ionako slab) utjecaj crkve. Dao je pravo zemljoposjednicima da kmetove po svojoj volji preseljavaju s jednog imanja na drugo. Položaj kmetova time se značajno pogoršava i postaje blizak položaju robova. Oslobodio je plemiće obaveze da služe državi u administraciji ili vojsci (koju je nametno njegov djed Petar I. Veliki), osim u vrijeme rata. Započinje sekularizaciju crkvenih imanja, koju će Katarina II. nastaviti.
Zaokret u vanjskoj politici dovodi do pobune vojnih zapovjednika, kojoj na čelo staje Katarina. U dvorskom udaru svrgnut je s vlasti, zatvoren i uskoro ubijen. Katarina je zavladala kao carica Katarina II. 
Nekoliko godina nakon njegove smrti, u Crnoj Gori je Šćepan Mali proglasio sebe carem Petrom III, koji je uspio pobjeći iz tamnice. Jednako je postupio i vođa kozačkog ustanka 1773. – 1775. J. I. Pugačov.
| Prethodnik:               | ruski car | Nasljednik:                         |
| Elizabeta (1741. - 1762.) | ruski car | Katarina II. Velika (1762. - 1796.) |